# Peter Ochsenbein
Peter Ochsenbein (* 15. Juli 1940 in Luterbach; † 13. März 2003 in St. Gallen; von Etziken) war von 1981 bis 2000 Stiftsbibliothekar in St. Gallen.
Ochsenbein hatte in Schwyz das Gymnasium besucht und anschliessend Germanistik, lateinische Philologie und Geschichte an der Universität Basel studiert. Er doktorierte 1969 und legte seine Habilitation 1987 ab. Ab 1990 war er nebenamtlicher Professor für Mediävistik an der Universität Basel. 1981 wurde er zum Stiftsbibliothekar in St. Gallen berufen. Unter seiner Leitung öffnete sich diese für Probleme der Gegenwart, etwa das Waldsterben.
Ochsenbein forschte über Gebetbücher und Frömmigkeitsformen in der Eidgenossenschaft des späteren Mittelalters und veröffentlichte mehrere entsprechende Werke. Zu seiner Arbeit als Stiftsbibliothekar gehörten Forschungen im Bereich der Geschichte des Bistums unmittelbar dazu.

## Schriften
- Der Bodensee in Handschriften und Drucken. Verlag am Klosterhof, St. Gallen 1982, (Ausstellungs-Führer).
- St. Galler Klosterschule. Handschriften aus dem 8. bis 12. Jahrhundert. Verlag am Klosterhof, St. Gallen 1983, ISBN 3-906616-01-0 (Ausstellungs-Führer).
- Reformbewegungen in Kloster und Stadt St. Gallen. (15. – 17. Jahrhundert). Historischer Kommentar. Verlag am Klosterhof, St. Gallen 1984, ISBN 3-906616-03-7.
- Von der Handschrift zum Wiegendruck. Zur Geschichte der Buchproduktion im Mittelalter. Verlag am Klosterhof, St. Gallen 1985, (Ausstellungs-Führer).
- Studien zum Anticlaudianus des Alanus ab Insulis (= Europäische Hochschulschriften. Reihe 1: Deutsche Literatur und Germanistik. 114). Lang, Bern u. a. 1975, ISBN 3-261-01581-0.
- Gottesdienst im Galluskloster. Eucharistiefeier im Mittelalter. Verlag am Klosterhof, St. Gallen 1986, (Ausstellungs-Führer).

Das grosse Gebet der Eidgenossen. Überlieferung, Text, Form und Gehalt (= Bibliotheca Germanica. 29). Francke, Bern 1986, ISBN 3-317-01660-4 (Zugleich: Basel, Universität, Habilitations-Schrift, 1986).
- Das Große Gebet der Eidgenossen. Eine fünfhundertjährige Gemeinschaftsandacht der Schwyzer (= Schwyzer Hefte. 55). Kulturkommission Kanton Schwyz, Schwyz 1991, ISBN 3-909102-16-6.
- Cultura Sangallensis. Gesammelte Aufsätze (= Monasterium Sancti Galli. 1). Zu seinem 60. Geburtstag herausgegeben von Ernst Tremp. Verlag am Klosterhof, St. Gallen 2000, ISBN 3-906616-51-7.

Mitarbeit (Auswahl)
- mit Alexander Schwarz: Schatzkammer deutscher Sprachdenkmäler. Deutschsprachige Handschriften und Drucke aus dem 8. bis 16. Jahrhundert. Verlag am Klosterhof, St. Gallen 1986, ISBN 3-906616-16-3 (Ausstellungs-Führer).
- Sankt Galler Heilige. Handschriften und Drucke aus dem 8. bis 18. Jahrhundert. Verlag am Klosterhof, St. Gallen 1988, ISBN 3-906616-19-3 (Ausstellungs-Führer).
- mit Karl Schmuki: Die Notkere im Kloster Sankt Gallen. Träger von Wissenschaft und Kunst im Goldenen und Silbernen Zeitalter (9. bis 11. Jahrhundert). Verlag am Klosterhof, St. Gallen 1992, ISBN 3-906616-29-0 (Ausstellungs-Führer).
- mit Karl Schmuki: Glehrte Leüt und herrliche Librey. Die St. Galler Klosterbibliothek nach der Glaubenstrennung 1532–1630. Verlag am Klosterhof, St. Gallen 1993, ISBN 3-906616-31-2 (Ausstellungs-Führer).
- als Herausgeber mit Ernst Ziegler: Codices Sangallenses. Festschrift für Johannes Duft zum 80. Geburtstag. Thorbecke, Sigmaringen 1995, ISBN 3-7995-0417-6.
- mit Karl Schmuki und Cornel Dora: Kirchenväter in St. Gallen. Quellen zur lateinischen Patristik in der Siftsbibliothek. Verlag am Klosterhof, St. Gallen 1997, ISBN 3-906616-42-8 (Ausstellungs-Führer).
- mit Karl Schmuki und Cornel Dora: Cimelia Sangallensia. Hundert Kostbarkeiten aus der Stiftsbibliothek Sankt Gallen. Verlag am Klosterhof, St. Gallen 1998, ISBN 3-906616-44-4 (2., revidierte und ergänzte Auflage. ebenda 2000).
- als Herausgeber: Das Kloster St. Gallen im Mittelalter. Die kulturelle Blüte vom 8. bis zum 12. Jahrhundert. Theiss, Stuttgart 1999, ISBN 3-8062-1378-X.
- als Herausgeber mit Karl Schmuki: Studien zum St. Galler Klosterplan II (= Mitteilungen zur vaterländischen Geschichte. 52, ZDB-ID 501261-2). Historischer Verein des Kantons St. Gallen, St. Gallen 2002.

Herausgeberschaft
- mit Ernst Ziegler: Johannes Duft: Die Abtei St. Gallen. Ausgewählte Aufsätze in überarbeiteter Fassung. Band 1–2. Thorbecke, Sigmaringen 1990–1991;
  - Band 1: Beiträge zur Erforschung ihrer Manuskripte. 1990, ISBN 3-7995-7066-7;
  - Band 2. Beiträge zur Kenntnis ihrer Persönlichkeiten. 1991, ISBN 3-7995-4154-3.